# Velika nagrada Monaka
Velika nagrada Monaka (fr. Grand Prix de Monaco), utrka Formule 1, koja se odvija svake godine na uskim cestama u središtu Monaka. Jedna je od najprestižnijih svjetskih utrka koja se organizira još od 1929. godine. Prva utrka u okviru natjecanja Formule 1 organizirana je 1950. godine, a nakon četiri sezone pauze, postale je redoviti dio tog natjecanja. Staza je poznata po tome što se inače koristi za redoviti cestovni promet, uska je sa sporom podlogom i vrlo je teško pretjecati se.
Duljina utrke do 1967. godine, bila je 100 krugova, što je iznosilo ukupnu udaljenost od 315 km, ali je 1968. godine smanjena na 80 krugova, odnosno ukupnu udaljenost od 251,6 km. Godine 1973., staza je produljena za 133 metra, čime je duljina staze došala na 3278 metara, a broj krugova se smanjio na 78 krugova, uz duljinu utrke od 258 km.
Potrebno je šest tjedana da se pripremi staza, a tri tjedna da se nakon utrke vrati u normalan promet.

## Povijest
Velika nagrada Monaka ima bogatu povijest, što je čini jednom od najpoznatijih utrka na svijetu. Najuspješniji po broju pobjeda je Senna (6), a slijede Graham Hill i Michael Schumacher (5), Alain Prost (4) te Stirling Moss, Jackie Stewart i Nico Rosberg (3).

## Pobjednici

### Višestruki pobjednici (vozači)
| Pobjede | Vozač               | Pobjedničke godine                       |
| ------- | ------------------- | ---------------------------------------- |
| 6       | Ayrton Senna        | 1987., 1989., 1990., 1991., 1992., 1993. |
| 5       | Graham Hill         | 1963., 1964., 1965., 1968., 1969.        |
| 5       | Michael Schumacher  | 1994., 1995., 1997., 1999., 2001.        |
| 4       | Alain Prost         | 1984., 1985., 1986., 1988.               |
| 3       | Stirling Moss       | 1956., 1960., 1961.                      |
| 3       | Jackie Stewart      | 1966., 1971., 1973.                      |
| 3       | Lewis Hamilton      | 2008., 2016., 2019.                      |
| 3       | Nico Rosberg        | 2013., 2014., 2015.                      |
| 2       | Juan Manuel Fangio  | 1950., 1957.                             |
| 2       | Maurice Trintignant | 1955., 1958.                             |
| 2       | Niki Lauda          | 1975., 1976.                             |
| 2       | Jody Scheckter      | 1977., 1979.                             |
| 2       | David Coulthard     | 2000., 2002.                             |
| 2       | Fernando Alonso     | 2006., 2007.                             |
| 2       | Mark Webber         | 2010., 2012.                             |
| 2       | Sebastian Vettel    | 2011., 2017.                             |

### Višestruki pobjednici (konstruktori)
| Pobjede | Konstruktor | Pobjedničke godine                                                                                      |
| ------- | ----------- | --- |
| 15      | McLaren     | 1984., 1985., 1986., 1988., 1989., 1990., 1991., 1992., 1993., 1998., 2000., 2002., 2005., 2007., 2008. |
| 10      | Ferrari     | 1952., 1955., 1975., 1976., 1979., 1981., 1997., 1999., 2001., 2017.                                    |
| 7       | Lotus       | 1960., 1961., 1968., 1969., 1970., 1974., 1987.                                                         |
| 5       | BRM         | 1963., 1964., 1965., 1966., 1972.                                                                       |
| 5       | Red Bull    | 2010., 2011., 2012., 2018., 2021.                                                                       |
| 5       | Mercedes    | 2013., 2014., 2015., 2016., 2019.                                                                       |
| 3       | Cooper      | 1958., 1959., 1962.                                                                                     |
| 3       | Tyrrell     | 1971., 1973., 1978.                                                                                     |
| 3       | Williams    | 1980., 1983., 2003.                                                                                     |
| 2       | Maserati    | 1956., 1957.                                                                                            |
| 2       | Benetton    | 1994., 1995.                                                                                            |
| 2       | Brabham     | 1967., 1982.                                                                                            |
| 2       | Renault     | 2004., 2006.                                                                                            |

### Pobjednici po godinama
| Godina        | Vozač                | Konstruktor         |
| ------------- | -------------------- | ------------------- |
| 1950.         | Juan Manuel Fangio   | Alfa Romeo          |
| 1951. - 1954. | Nije održana         | Nije održana        |
| 1955.         | Maurice Trintignant  | Ferrari             |
| 1956.         | Stirling Moss        | Maserati            |
| 1957.         | Juan Manuel Fangio   | Maserati            |
| 1958.         | Maurice Trintignant  | Cooper-Climax       |
| 1959.         | Jack Brabham         | Cooper-Climax       |
| 1960.         | Stirling Moss        | Lotus-Climax        |
| 1961.         | Stirling Moss        | Lotus-Climax        |
| 1962.         | Bruce McLaren        | Cooper-Climax       |
| 1963.         | Graham Hill          | BRM                 |
| 1964.         | Graham Hill          | BRM                 |
| 1965.         | Graham Hill          | BRM                 |
| 1966.         | Jackie Stewart       | BRM                 |
| 1967.         | Denny Hulme          | Brabham-Repco       |
| 1968.         | Graham Hill          | Lotus-Ford          |
| 1969.         | Graham Hill          | Lotus-Ford          |
| 1970.         | Jochen Rindt         | Lotus-Ford          |
| 1971.         | Jackie Stewart       | Tyrrell-Ford        |
| 1972.         | Jean-Pierre Beltoise | BRM                 |
| 1973.         | Jackie Stewart       | Tyrrell-Ford        |
| 1974.         | Ronnie Peterson      | Lotus-Ford          |
| 1975.         | Niki Lauda           | Ferrari             |
| 1976.         | Niki Lauda           | Ferrari             |
| 1977.         | Jody Scheckter       | Wolf-Ford           |
| 1978.         | Patrick Depailler    | Tyrrell-Ford        |
| 1979.         | Jody Scheckter       | Ferrari             |
| 1980.         | Carlos Reutemann     | Williams-Ford       |
| 1981.         | Gilles Villeneuve    | Ferrari             |
| 1982.         | Riccardo Patrese     | Brabham-Ford        |
| 1983.         | Keke Rosberg         | Williams-Ford       |
| 1984.         | Alain Prost          | McLaren-TAG         |
| 1985.         | Alain Prost          | McLaren-TAG         |
| 1986.         | Alain Prost          | McLaren-TAG         |
| 1987.         | Ayrton Senna         | Lotus-Honda         |
| 1988.         | Alain Prost          | McLaren-Honda       |
| 1989.         | Ayrton Senna         | McLaren-Honda       |
| 1990.         | Ayrton Senna         | McLaren-Honda       |
| 1991.         | Ayrton Senna         | McLaren-Honda       |
| 1992.         | Ayrton Senna         | McLaren-Honda       |
| 1993.         | Ayrton Senna         | McLaren-Ford        |
| 1994.         | Michael Schumacher   | Benetton-Ford       |
| 1995.         | Michael Schumacher   | Benetton-Renault    |
| 1996.         | Olivier Panis        | Ligier-Mugen Honda  |
| 1997.         | Michael Schumacher   | Ferrari             |
| 1998.         | Mika Häkkinen        | McLaren-Mercedes    |
| 1999.         | Michael Schumacher   | Ferrari             |
| 2000.         | David Coulthard      | McLaren-Mercedes    |
| 2001.         | Michael Schumacher   | Ferrari             |
| 2002.         | David Coulthard      | McLaren-Mercedes    |
| 2003.         | Juan Pablo Montoya   | Williams-BMW        |
| 2004.         | Jarno Trulli         | Renault             |
| 2005.         | Kimi Räikkönen       | McLaren-Mercedes    |
| 2006.         | Fernando Alonso      | Renault             |
| 2007.         | Fernando Alonso      | McLaren-Mercedes    |
| 2008.         | Lewis Hamilton       | McLaren-Mercedes    |
| 2009.         | Jenson Button        | Brawn-Mercedes      |
| 2010.         | Mark Webber          | Red Bull-Renault    |
| 2011.         | Sebastian Vettel     | Red Bull-Renault    |
| 2012.         | Mark Webber          | Red Bull-Renault    |
| 2013.         | Nico Rosberg         | Mercedes            |
| 2014.         | Nico Rosberg         | Mercedes            |
| 2015.         | Nico Rosberg         | Mercedes            |
| 2016.         | Lewis Hamilton       | Mercedes            |
| 2017.         | Sebastian Vettel     | Ferrari             |
| 2018.         | Daniel Ricciardo     | Red Bull-TAG Heuer  |
| 2019.         | Lewis Hamilton       | Mercedes            |
| 2020.         | Nije održana         | Nije održana        |
| 2021.         | Max Verstappen       | Red Bull-Honda      |
| 2022.         | Sergio Pérez         | Red Bull-RBPT       |
| 2023.         | Max Verstappen       | Red Bull-Honda RBPT |